# 谢尔河畔塞勒站
谢尔河畔塞勒站是法国的一个铁路车站，位于法国卢瓦-谢尔省市镇谢尔河畔塞勒。

## 位置
谢尔河畔塞勒站位于谢尔河畔塞勒市区的西北部，维耶尔宗－圣皮耶尔代科尔铁路241.034公里处。车站大致呈东西走向，开口朝南。

## 站台设置
| 北↑ |             |               |
|     | 侧式        |               |
|     |             | 维耶尔宗方向→ |
|     |             | ←图尔方向     |
|     | 侧式 主站房 |               |
| 南↓ |             |               |

## 停靠线路
以下列车线路在谢尔河畔塞勒站停靠：
| File:Sncf-logo.svg 谢尔河畔塞勒站列车线路表 |                         |        |                 |              |
| 线路                                        | 车种                    | 上一站 | 下一站          | 大致运行频率 |
| 讷韦尔/布尔日/维耶尔宗—图尔                 | TER Centre-Val-de-Loire | 耶夫尔 | 圣艾尼昂-努瓦耶 | 每天8趟左右  |
| 1.                                          |                         |        |                 |              |

## 配套交通

### 长途客车
| 停靠谢尔河畔塞勒站的大巴车 |                                   |                                                                      |
| 上下车地点                 | 运营单位                          | 主要线路及目的地                                                     |
| 谢尔河畔塞勒站门口         | 中央-卢瓦尔河谷 大区城际客运 Rémi | 5 孔特尔 · 科尔默赖 · 瑟莱特 · 维讷伊 · 布卢瓦                       |
| 谢尔河畔塞勒站门口         | Car TER                           | （当铁路线施工或罢工时，SNCF可能也会提供途径该线路沿途站点的大巴车） |
| 1. 2. 3.                   |                                   |                                                                      |

### 城市公共交通
谢尔河畔塞勒站附近暂无固定的城市公共交通线路。

### 社会车辆
谢尔河畔塞勒站门口设有社会车辆停车场。

## 临近车站
| 谢尔河畔塞勒站（Gare de Selles-sur-Cher） |                              |                            |
| 上行车站                                  | 线路                         | 下行车站                   |
| 耶夫尔站 9.3km ←                          | 维耶尔宗－圣皮耶尔代科尔铁路 | 圣艾尼昂-努瓦耶站 → 13.5km |
| - 本表仅显示运营中的线路及车站            |                              |                            |